# Tropenkoller (Medizin)
Der Begriff Tropenkoller entstand Mitte der 1890er Jahre im Kontext mehrerer Gerichtsskandale, in denen Gewaltexzesse in den deutschen Kolonien öffentlich diskutiert wurden.  Der Begriff wurde für Erregungszustände von Personen (vor allem Männern) verwendet, die sich in den Tropen aufhielten. Nach zeitgenössischem Verständnis drückten sich Tropenkoller vor allem in sexuellen oder gewaltvollen, unüberlegten und exzessiven Handlungen und einem Verlust von Selbstkontrolle aus. Es handelte sich nicht um einen medizinischen Begriff im engeren Sinne, sondern eher um ein alltagssprachliches Konzept, das eine breite Verwendung in unterschiedlichen Kontexten fand.  Tropenkoller, seine Ursachen und Auswirkungen wurden zum Beispiel in literarischen Texten thematisiert, so den gleichnamigen Romanen von Frieda von Bülow und von Henry Wenden. Als Ursache der Erregungszustände wurden Erkrankungen (Tropenneurasthenie, Malaria) sowie klimatische Einflüsse und die soziale Situation in den Kolonien angesehen, insbesondere eine fehlende soziale Kontrolle, die umfassende Herrschaftsgewalt gegenüber der kolonisierten Bevölkerung sowie zu enge (vor allem sexuelle) Beziehungen mit dieser. Der Verweis auf einen Tropenkoller wurde oft rechtfertigend verwendet, um zum Beispiel Gewalthandlungen zu erklären; als bloße Rechtfertigungsstrategie wurde der Begriff schon von Zeitgenossen kritisiert.